# Östermalmstorg (metropolitana di Stoccolma)
Östermalmstorg è una stazione della metropolitana di Stoccolma.
Localizzata sul territorio della circoscrizione di Östermalm, la stazione si trova sulla linea rossa del sistema metroviario locale tra le fermate di T-Centralen e quelle di Stadion o Karlaplan, a seconda del capolinea di destinazione.
La stazione della metropolitana di Östermalmstorg è attiva dal 16 maggio 1965: in ordine cronologico, si tratta della 59ª fermata della rete cittadina.
Östermalmstorg dispone di due accessi distinti: uno di questi si affaccia sull'omonima piazza tra i viali Sibyllegatan e Nybrogatan, mentre l'altro è posto sul viale Birger Jarlsgatan, nei dintorni della piazza Stureplan. Le piattaforme sono collocate ad una profondità di 38 metri sotto il livello del suolo. Progettata dall'architetto Olov Blomkvist, la stazione presenta contributi artistici dell'artista visivo Siri Derkert e dello scultore Karl Göte Bejemark. Le decorazioni presenti trattano principalmente i temi dei diritti delle donne, della pace nel mondo, e della tutela dell'ambiente.
Durante un normale giorno feriale è utilizzata mediamente da 31.100 persone circa.

## Tempi di percorrenza
| Linea | Capolinea     | Tempo  | Stazione                                   | Tempo                    |
| T13   | Ropsten       | 6 min  | T-Centralen Gamla stan Slussen Liljeholmen | 2 min 4 min 5 min 12 min |
| T13   | Norsborg      | 38 min | T-Centralen Gamla stan Slussen Liljeholmen | 2 min 4 min 5 min 12 min |
| T14   | Fruängen      | 20 min | T-Centralen Gamla stan Slussen Liljeholmen | 2 min 4 min 5 min 12 min |
| T14   | Mörby centrum | 13 min | T-Centralen Gamla stan Slussen Liljeholmen | 2 min 4 min 5 min 12 min |